# A tartalom és forma elkülönítése

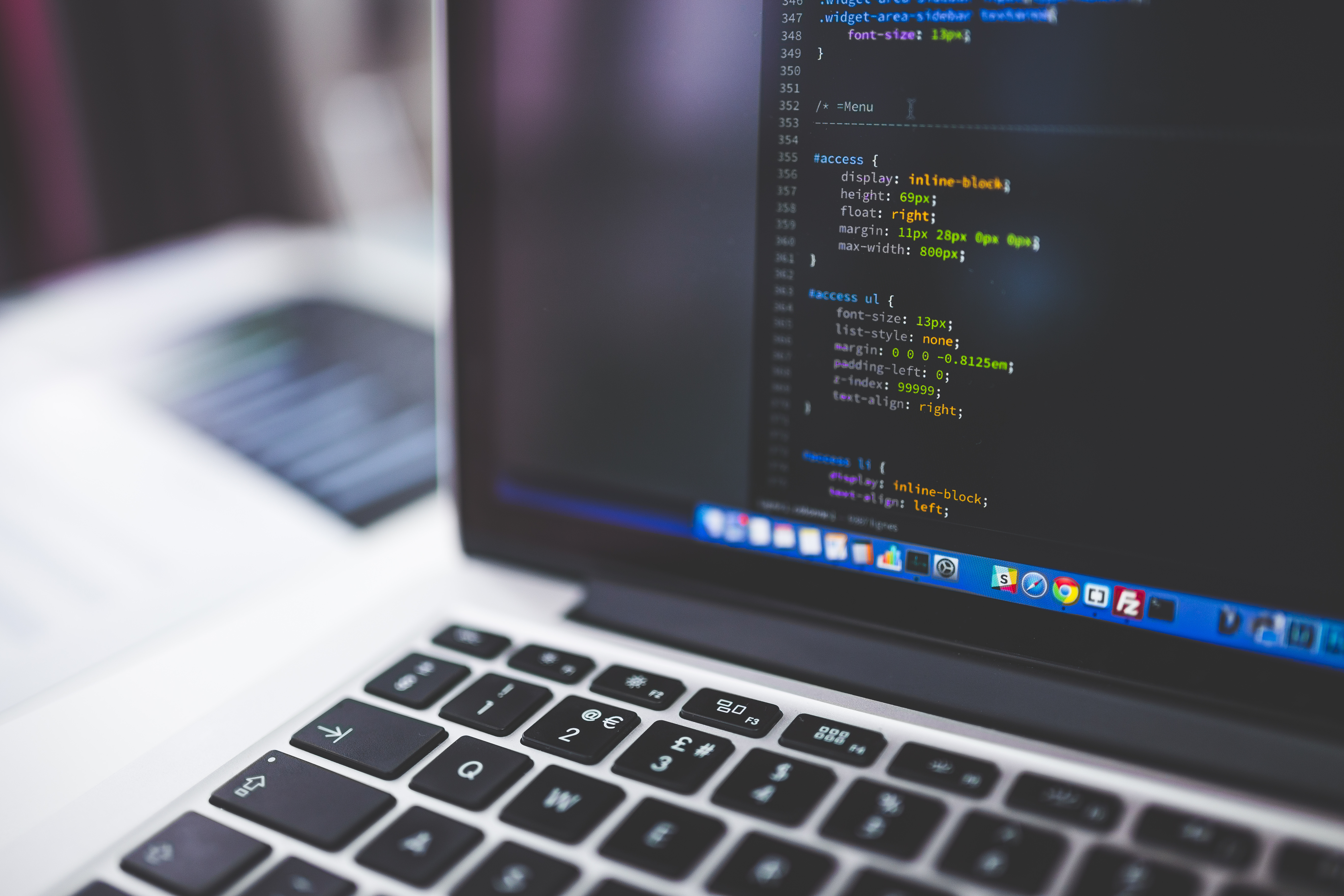
CSS kód példa, ez alkotja a weboldal látvány és stílus komponenseit

A tartalom és forma elkülönítése (vagy a tartalom és stílus elkülönítése) a vonatkozások szétválasztása tervezési elvének alkalmazása a szerzői munkában a forma és tartalom tekintetében. Ezen elv alapján a látható formatervezési szempontokat (megjelenítés és stílus) elválasztjuk a közlendő anyagtól és annak szerkezetétől (tartalom). Az elv magyarázatául gyakran alkalmazzák az emberi csontváz, mint strukturális elem, és az emberi szövetek mint a test megjelenését meghatározó alkotóelemek párhuzamát. Ennek az elvnek szokásos alkalmazását látjuk a webdizájn (HTML és CSS) és a jelölő nyelvek esetében (lásd LaTeX).

## A webes formatervezés
Ez az elv nem merev szabály, hanem  az a bevált gyakorlat, hogy megjelenést és a szerkezeti felépítést külön kezeljük. Sok esetben, a projekt tervezést, és fejlesztést különböző munkatársak végzik, így ha két szempontot külön kezeljük, egyszerűbbé válik az a bevezetési szakaszban az elszámoltathatósági, valamint későbbiek során a karbantartási felelősség megállapítása; ahogy ezt egy másik elv a ne ismételd magad (Don't Repeat Yourself = DRY) elve javallja.

## Használata írásokban
A LaTeX olyan dokumentum jelölő nyelv, amely elsősorban a dokumentumok tartalmára, és felépítésére összpontosít. E módszertannal elméleti írásokat  és publikációkat lehet oly módon strukturálni, hogy az a szerzőtől minimális erőfeszítést kíván, s szükség esetén az anyag különböző célokra egyszerűen újraformázható.